# 福島交通須賀川営業所

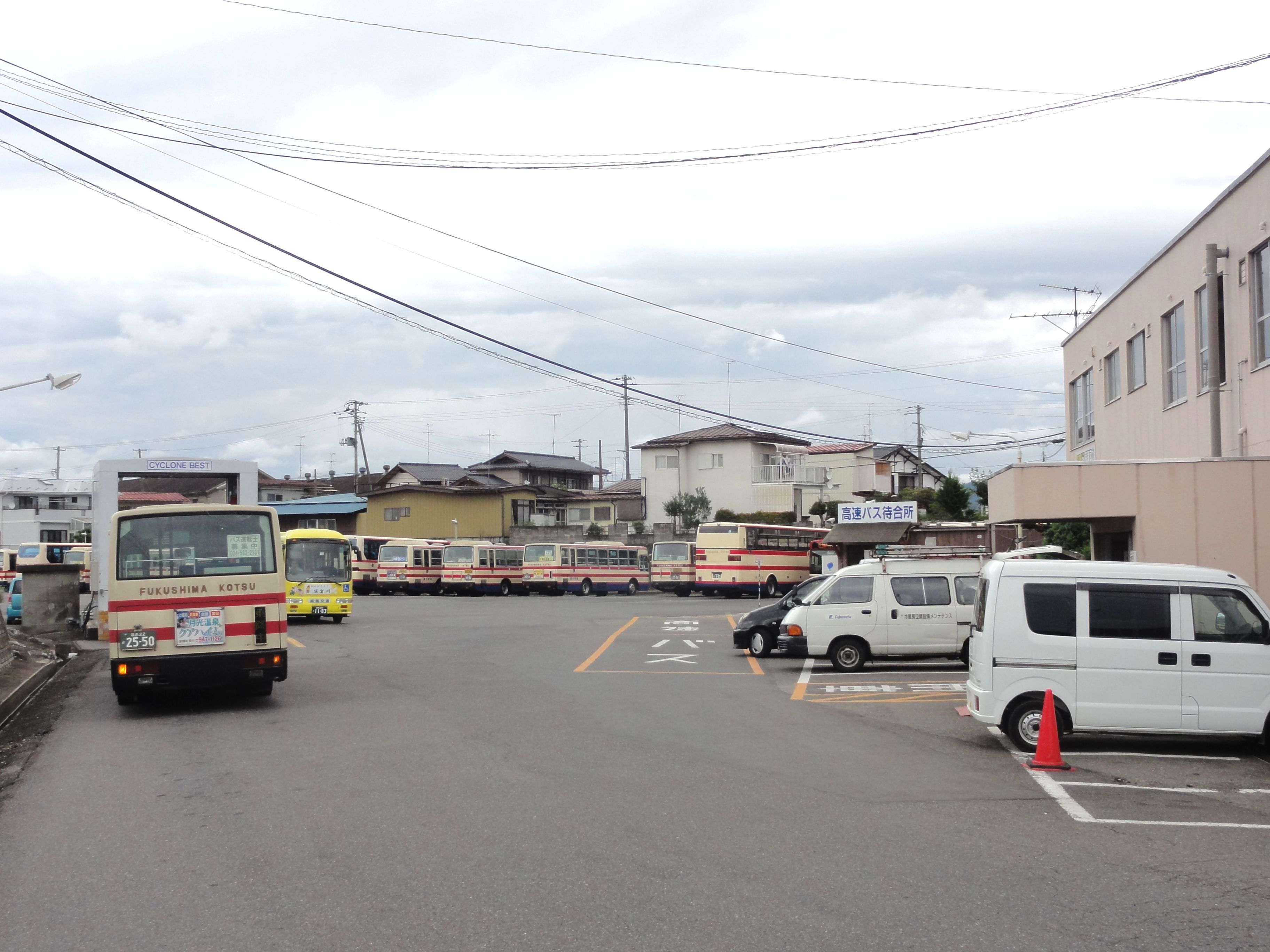
須賀川営業所

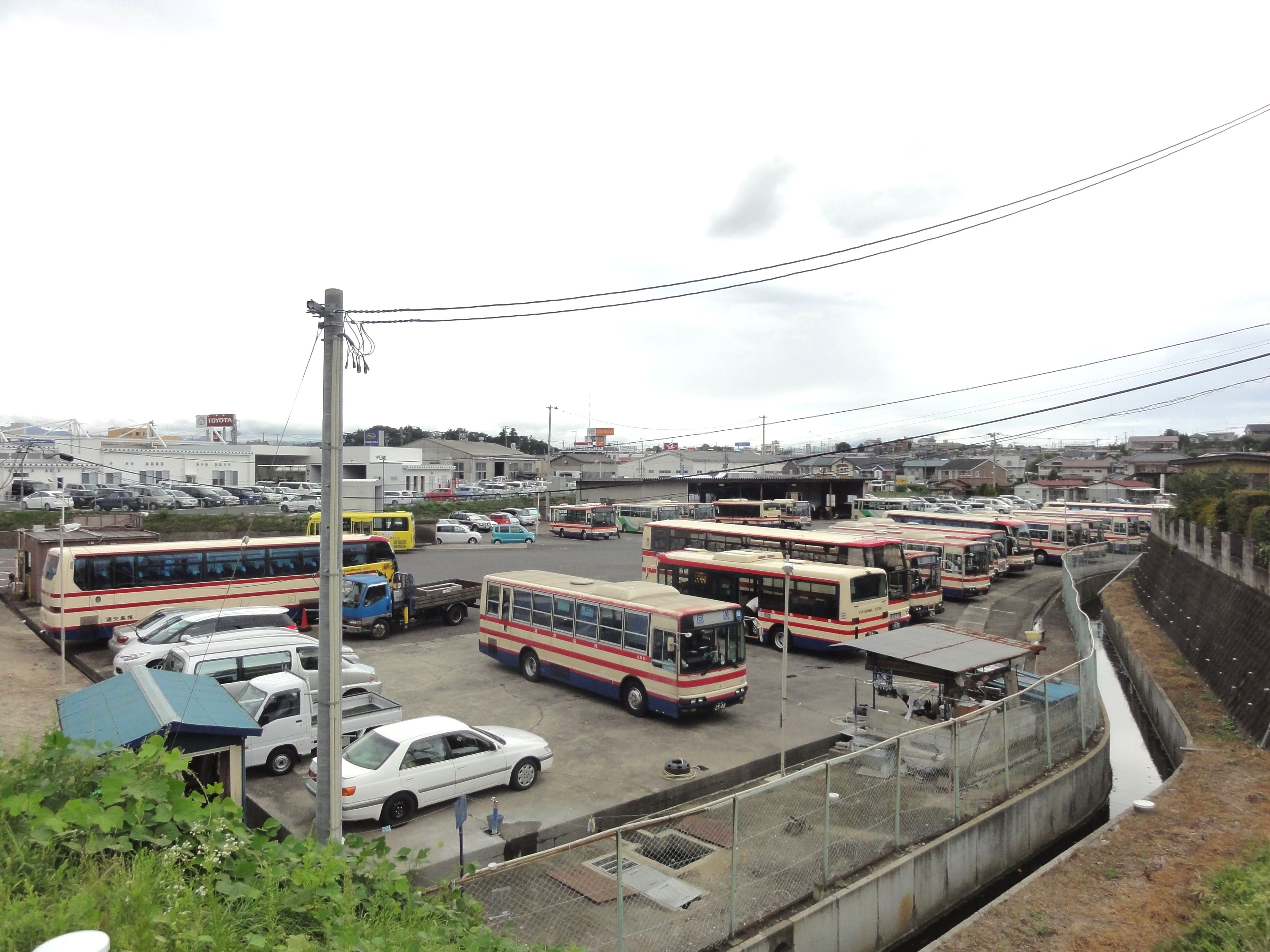
構内の様子

福島交通須賀川営業所（ふくしまこうつうすかがわえいぎょうしょ）は、福島県須賀川市台18番地にある福島交通のバス営業所である。一般路線バスを管轄するほか、高速バス路線「（福交）須賀川営業所」の停留所名で高速バスも発着している。

## 施設等
- 営業所建屋
- 高速バス待合所
- 高速バス利用者専用駐車場

## 沿革
- 1973年（昭和48年）3月9日 - 新築
- 199x年 - ギャラクシー号の須賀川営業所経由開始に伴い、高速バス利用者無料駐車場開設
- 1998年（平成10年）7月18日 - あぶくま号運行開始
- 2006年（平成18年）3月1日 - 須賀川 - 郡山 - 仙台運行開始
- 2006年（平成18年）7月25日 - あだたら号運行開始
- 2013年（平成25年）7月4日 - 郡山 - 宇都宮 - 名古屋線運行開始。福交と名鉄バスの共同運行[1]
- 2016年（平成28年）11月1日 - 郡山 - 宇都宮 - 名古屋線、福島県方の発着地を福島まで延長
- 2017年（平成29年）4月 - 須賀川営業所建て替え、それに伴う駐車場情報を発表[2]

## 発着路線（高速バス）
- あぶくま号（郡山駅 - 須賀川 - バスタ新宿）
- あだたら号（郡山駅前 - 須賀川 - 新越谷駅西口）
- 須賀川・郡山 - 仙台線（須賀川 - 郡山駅前 - 仙台駅）
- ギャラクシー号（夜行　福島駅東口 - 郡山駅 - 須賀川 - あべの橋駅・USJ[3]）
- 夜行高速名古屋線( 郡山駅 - 須賀川 - 宇都宮駅 - 名古屋・名鉄バスセンター）（福島交通・名鉄バス）[4][5][6]

※一般バス路線は当営業所発着便は無く、須賀川駅前にバス停留所が設けられている（須賀川営業所前最寄に「新道」バス停が存在する）。

## 管轄路線（一般路線）
湯本スキー場・須賀川牡丹園などの季節・臨時運行路線の掲載は割愛

### 須賀川線
- 須賀川駅前 - 北団地 - （清陵情報高校） - 大谷地入口 - 雷堂 - 檜の下 - 安積行政センター入口 - ビッグパレット - 郡山警察署 - 栄町 - 郡山駅前
平日・月曜〜金曜の一部便は、清陵情報高校経由
- 雷堂 - 檜の下 - 安積行政センター入口 - ビッグパレット - 郡山警察署 - 栄町 - 郡山駅前
2013年4月1日より運行開始
- 並木町 - 中町 - 須賀川駅前 - 北団地 - 大谷地入口 - 雷堂 - 檜の下 - 安積行政センター入口 - ビッグパレット - 郡山警察署 - 栄町 - 郡山駅前
かつての須賀川線の「原型」とも言えるべき路線で、2013年4月1日より大幅に運行回数を減らした。

### 旧国道経由須賀川線
- 六軒 - 六軒入口 - 須賀川駅前 - 白石坂 - 清陵情報高校前 - 御代田入口 - 永盛駅前[7] - 笹原 - 金屋入口 - 小原田一丁目 - 郡山駅前

### 牧の内経由長沼高校線
- 長沼高校前 - 長沼車庫 - 江花 - 上滝田 - 牧の内 - 天栄村役場 - 今坂 - 飯豊集会所 - 大山ニュータウン前 - 十文字 - 沖内入口 - 岩渕 - 鏡石駅前 - 高久田 - メガステージ須賀川 - 並木町 - 中町 - 須賀川駅前[8]

### 二岐線
- 二岐 - 湯本 - 大平 - 羽鳥 - 鳳凰坂 - 天栄湯 - 竜生[9][10]
- 竜生 - 上滝田 - 牧の内 - 天栄村役場 - 今坂 - 飯豊集会所 - 十文字 - 沖内入口 - 岩渕 - 鏡石駅前 - 高久田 - メガステージ須賀川 - 並木町 - 中町 - 須賀川駅前[11]
かつては二岐線として二岐 - 竜生 - 鏡石駅 - 須賀川駅前の運行であったが、2009年10月1日より、竜生で一旦乗り換える形となった。

### 丸山線
- 丸山車庫 - 上丸山 - 四ツ角 - 大里小学校 - 深沢 - 上小川 - 沖田 - 沖内入口 - 保土原上 - 岩渕 - 鏡石駅前 - 高久田 - メガステージ須賀川 - 並木町 - 中町 - 須賀川駅前[12]

### 南沢・大里小学校線
- 大里小学校 - 沢邸 - 南沢入口 - 南沢

### 古戸経由南沢線
- 南沢 - 上小川 - 深沢 - 沢邸 - 大里小学校 - 四ツ角 - 上丸山 - 横内 - 天栄村役場 - 今坂 - 飯豊集会所 - 十文字 - 古戸 - 保土原上 - 岩渕 - 鏡石駅前 - 高久田 - メガステージ須賀川 - 並木町 - 中町 - 須賀川駅前

### 母畑経由石川線
- 石川駅[13] 前 - 石川荒町 -（→石川営業所→） - 新町四ツ角 - 天狗の入り - 母畑元湯 - 古宿 - 明神前 - 狸森 - 欠の下 - 川東 - 北上野 - 中町 - 須賀川駅前
下記「竜崎経由石川線」と共に石川出張所と共管である。

### 竜崎経由石川線
- 石川駅前 - 石川荒町 - （← 石川営業所 ← ） - 石川町役場[14] - 大日向団地 - 野木沢駅前 - 川辺東口 - 玉川村役場前 - 泉郷駅前 - 竜崎東口 - 乙字ケ滝 - 稲荷田 - 牡丹園 - 南上野 - 中町 - 須賀川駅前

2015年4月1日実施のダイヤ改正時より、須賀川方面からのダイヤは石川営業所経由となった。

### 岡の内線
- 岡の内 - 稲荷田 - 牡丹園 - 南上野 - 弘法坦 - 須賀川駅前

### 矢沢経由北横田線
- 北横田 - 滑沢 - 矢沢 - 袋田 - 土橋 - 桐陽高校 - 須賀川駅前 - 中町 - 並木町[16]

### 矢沢経由町守屋線
- 町守屋 - 七ツ石 - 弥六内入口 - 岩瀬支所 - 矢沢 - 袋田 - 土橋 - 桐陽高校 - 須賀川駅前 - 中町 - 並木町

### 仁井田経由滝原線
- 滝原 - 岩瀬梅田 - 滝原 - 七ツ石 - 今泉 - 舘ヶ岡公民館 - 仁井田 - 土橋 - 市民温泉 - 須賀川駅前[17]

### 横田経由長沼線
- 長沼高校前 - 上金町 - 堀込 - 横田 - 北作 - 松塚 - 大桑原入口 - 工業団地 - 茶畑町 - 中町 - 須賀川駅前[18]

### 矢田野経由長沼線
- 長沼車庫 - 上金町 - 堀込 - 矢田野 - 竹の内 - 松塚 - 大桑原入口 - 工業団地 - 茶畑町 - 中町 - 須賀川駅前[19]
  - 2022年10月1日のダイヤ改正時、長沼高校前発着便は廃止された（後述）[20]。

### 成田線
- 東部工業団地 - 成田 - 旭町 - 鏡石中町 - 久来石 - 鏡石駅前 - 高久田 - メガステージ須賀川 - 並木町 - 中町 - 須賀川駅前

### 岩農線
- 岩農 - 岩瀬牧場 - 鏡石駅前 - 高久田 - メガステージ須賀川 - 並木町 - 中町 - 須賀川駅前

### 勢至堂線
- 勢至堂上 - 江花 - 長沼車庫[21]

### 長沼線
- 長沼車庫 - 長沼高校前 - 滝原 - 岩瀬梅田 - 七ツ石 - 町守屋 - 祇園 - 下守屋 - 三穂田山寺 - 富岡坊の担 - 長池 - ドリームランド西口 - 郡山国道事務所 - 菜飯 - 郡山警察署 - 堂前町 - うすい入口 - 郡山駅前

### 安積団地線
- 安積団地 - 西長久保 - 安積団地入口 - 安積中学校 - 安積行政センター - 安積行政センター入口 - 永盛橋 - ビックパレット入口 - ビックパレット - 川向 - 郡山警察署 - 香久池一丁目 - 図景二丁目 - 図景一丁目 - 栄町 - 堤下町 - 堂前町 - うすい入口 - 中央大町 - 郡山駅前

## コミュニティバス
- 須賀川市内循環バス

## 休廃止路線
埋平線
- 埋平 - 一本柿 - 西の内 - 小塩江 - 江持 - 愛宕下 - 須賀川駅前

田中線
- 田中終点 - 欠の下 - 川東 - 北上野 - 中町 - 須賀川駅前

2013年4月1日に廃止
浜尾線
- 長命寺 - 浜田鉱泉 - 福島病院 - 中町 - 須賀川駅前

2013年4月1日に廃止
舘ヶ岡線
- 舘ヶ岡公民館 - 野田 - 中牛庭 - 檜の下 - 安積行政センター入口 - ビックパレット - 郡山警察署 - 栄町 - うすい入口 - 中央大町 - 郡山駅前

2021年4月1日に廃止
矢田野経由長沼高校線
- 長沼高校前 - 上金町 - 堀込 - 矢田野 - 竹の内 - 松塚 - 大桑原入口 - 工業団地 - 茶畑町 - 中町 - 須賀川駅前[19]

2022年10月1日のダイヤ改正時、廃止された。

## 営業所附近の施設
- JR東北本線須賀川駅（徒歩約8分）
- 国道4号
- 福島県道355号須賀川二本松線
- 釈迦堂川
- 東北自動車道須賀川IC（地図上の概算値で約1.4 km）

須賀川駅#駅周辺も参照

## 参考資料
- 福島交通バス時刻表須賀川・石川管内
- 運賃表（販売用）
- バス路線案内版県南版
  - いずれも2014年4月現在